# هانس باير
هانس باير (بالألمانية: Hans Bauer)‏ (مواليد 28 يوليو 1927) هو لاعب كرة قدم. يلعب مع منتخب ألمانيا الغربية لكرة القدم. سبق له أن لعب في كأس العالم لكرة القدم مع منتخب بلاده.

## روابط خارجية
- هانس باير على موقع الاتحاد الدولي (مؤرشف)  (الإنجليزية)
- هانس باير على موقع قاعدة بيانات كرة القدم.إي يو (الإنجليزية)
- هانس باير على موقع ناشيونال فوتبول تيمز (الإنجليزية)
- هانس باير على موقع عالم كرة القدم.نت (الإنجليزية)